# Mario Annoni
 (décembre 2021).
Si vous disposez d'ouvrages ou d'articles de référence ou si vous connaissez des sites web de qualité traitant du thème abordé ici, merci de compléter l'article en donnant les références utiles à sa vérifiabilité et en les liant à la section « Notes et références ».
 (décembre 2021).
Mario Annoni, né le 19 juin 1954 à Bévilard, est un homme politique suisse du canton de Berne, membre du Parti radical-démocratique. Il est conseiller d'État bernois de 1990 à 2006.

## Formation
- Il étudie les sciences politiques à l'université de Lausanne et le droit à l'université de Genève.
- Dès lors il passe son brevet d'avocat à Berne en 1982.

## Préfet
- 1982, il devient préfet et président de tribunal à La Neuveville, dans le Jura bernois.

## Conseiller d'État
- En avril 1990, il a été élu au Gouvernement bernois, afin d'occuper le siège réservé au membre francophone du conseil-exécutif du canton de Berne.

- Pendant huit ans, il a été chargé de la direction de la justice, des affaires communales et des affaires ecclésiastiques.
- Depuis 1998, il est à la tête de la Direction de l’instruction publique.
- En tant que représentant francophone du Jura bernois, il est responsable des affaires liées à la question jurassienne au sein du gouvernement bernois.

## Pro Helvetia
Le Conseil fédéral nomme Mario Annoni en octobre 2005 en tant que président de la fondation Pro Helvetia avec effet en 2006. 

## Audiovisuel
Le 1er janvier 2020, Mario Annoni accède à la présidence de la Société de radiodiffusion et de télévision de la Suisse romande (RTSR) en remplacement de Jean-François Roth.

## Famille
- Comme son épouse, institutrice, il a le goût de la musique. Catholique "pratiquant", il avoue un faible pour la musique sacrée.
- Issu d'une famille nombreuse, il a un frère maire et chef d'entreprise à Bévilard, dans le Jura bernois et une sœur conseillère municipale en Alsace.
- Tous partagent de bons souvenirs du grand-père paternel, immigré de Côme dans ses jeunes années.